# Nicolae Malaxa
Nicolae Malaxa (n. 10/22 decembrie 1884, orașul Huși, județul Vaslui – d. 1965, New Jersey) a fost un inginer și întreprinzător român, unul din cei mai importanți industriași ai României interbelice.
Casa familiei sale se afla pe „Maidanul Boteanu” din cartierul Munteni din Bârlad.
În același timp, pentru unii, Malaxa este o personalitate controversată datorită simpatiilor sale politice.

## Biografie
Nicolae Malaxa s-a născut la data de 10/23 decembrie 1884 în orașul Huși într-o familie de aromâni  stabiliți în localitate la începutul secolului al XIX-lea (în jurul anului 1818). Tatăl său se numea Costache Malaxa, iar mama sa, Elena Ruxandra, a fost fiica spătarului Bădărău.
Nicolae Malaxa a urmat școala primară și liceul la Colegiul Gheorghe Roșca Codreanu din Bârlad. Beneficiind de sprijinul familiei, a efectuat studii superioare de inginerie la Universitatea Politehnică din Karlsruhe, Germania (astăzi Karlsruher Institut für Technologie). La vârsta de 37 de ani, Malaxa era un inginer cu experiență, cu imaginație și un abil om de afaceri.
Pe un teren situat la periferia Bucureștiului, Malaxa a înființat la 3 august 1921 un atelier de fabricare de material rulant. În acel atelier se reparau locomotive și vagoane de cale ferată, Malaxa extinzându-și afacerile în mod continuu.
În anul 1923, construiește din temelii între anii 1923-1927 o uzină lângă Halta Titan. Patru ani mai târziu, industriașul român beneficiază de prevederile unei legi (publicată în Monitorul Oficial nr. 57/13.03.1927) prin care se încuraja dezvoltarea industriei naționale. Astfel, el încheie în același an un contract cu societatea Căile Ferate Române, pentru fabricarea unor locomotive de concepție proprie românească, asumându-și riscuri suficient de mari.

## Primele locomotive

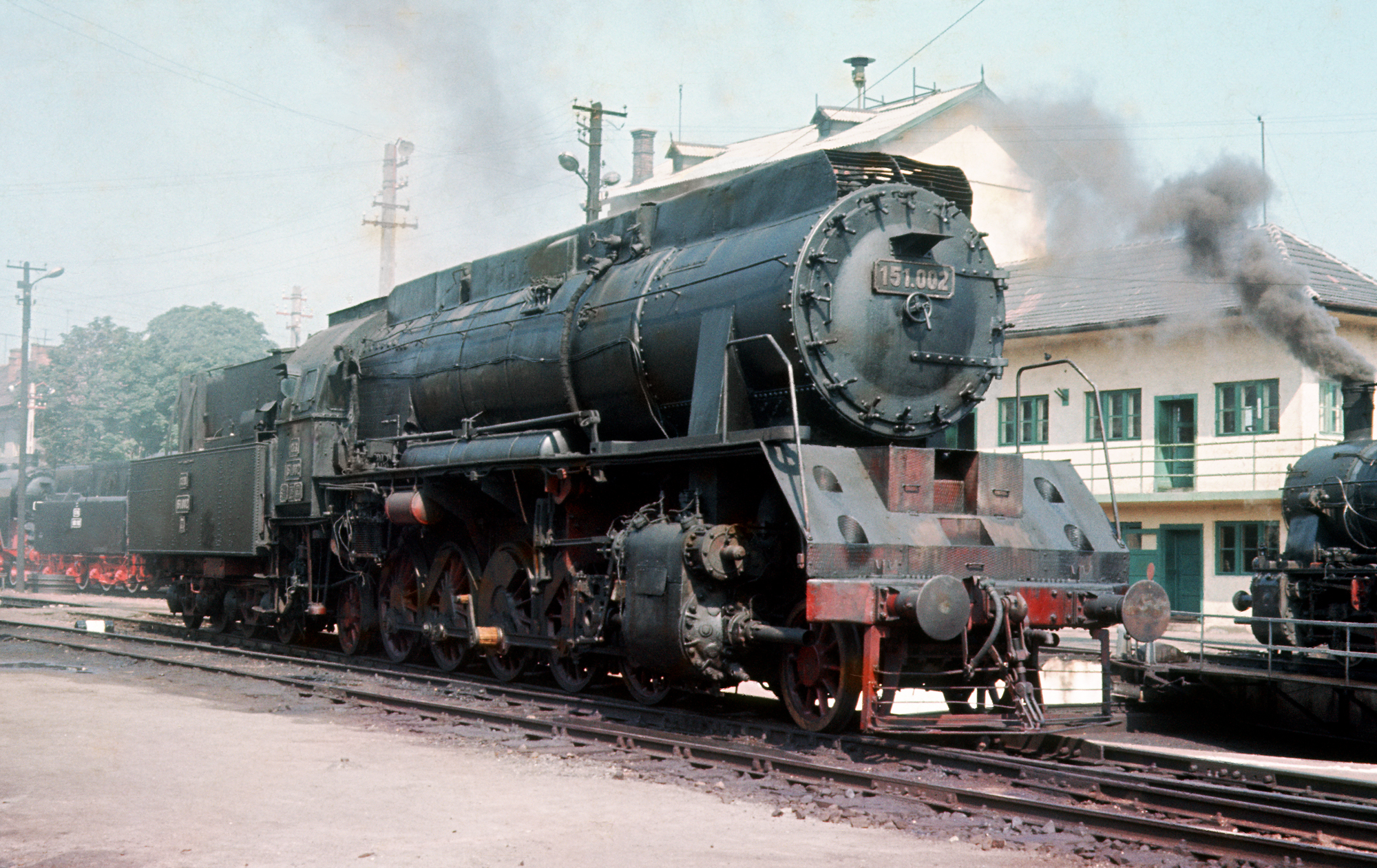
Locomotivă Malaxa 151.002, fabricată în 1941

Primind un avans de la Căile Ferate Române pentru contractul încheiat și cu ajutorul unor credite de la diverse bănci, Malaxa a utilat uzina construită în perioada 1923-1927 cu 82 de mașini-unelte cumpărate din Germania, aceasta devenind cea mai performantă fabrică de material rulant din Europa de la acea vreme. Malaxa a angajat cu contract 180 de muncitori germani calificați, pe o perioadă între șase luni și un an, pentru a începe lucrările de fabricare a locomotivelor. De asemenea, muncitorii germani aveau și rolul de a-i instrui pe muncitorii români care urmau să le ia locul.
În anul 1928, după mai puțin de un an, fabrica a devenit operațională, pe porțile ei ieșind prima locomotivă cu abur care purta numele constructorului român. În același timp, au fost instruiți muncitori români, care i-au înlocuit pe cei germani la încheierea termenului de contract.
Din anul 1931, fabrica de locomotive „Malaxa” a început fabricarea de automotoare echipate cu motoare Diesel tip Ganz și transmisii Mylius cu patru și cinci trepte. În paralel cu producția și reparația locomotivelor s-a trecut și la fabricarea unui sistem de frână (sub licență Knorr) și a distribuitorului de aer.
Împreună cu inginerul Henry Holban, Malaxa a pus la punct o strategie integratoare în spațiul național unificat pentru domeniul construcțiilor și exploatării automotoarelor. Între anii 1932-1934, savantul George Constantinescu a folosit principiul sonicității la invenția sa „Convertorul sonic de cuplu”, aplicat cu succes la locomotivele și automotoarele produse la uzinele „Malaxa” din București.
În anul 1933, în plină criză economică mondială, uzina „Malaxa” livra locomotiva cu numărul 100. Anii care au urmat până la începerea celui de Al doilea război mondial au fost ani de mare succes pentru uzina „Malaxa”, care a devenit una dintre cele mai productive din țară, fiind apreciată și cunoscută în lumea întreagă. Producția cea mai ridicată a uzinei s-a realizat în anul 1935, când s-au fabricat 93 de locomotive Malaxa. În anul 1936 s-a realizat prototipul primei locomotive Diesel de concepție românească, care a intrat în fabricație de serie, livrându-se către CFR în anul 1938 primul lot de 28 locomotive.
Începând din anul 1939, uzinele Malaxa au fost în măsură să construiască toate categoriile și tipurile de locomotive (seriile 50.100, 230.0, 142.000). Locomotivele din seria 151.001 de concepție românească erau dintre cele mai puternice din Europa la acea vreme și au avut un succes comercial răsunător la Târgul Internațional de la Milano din anul 1940. Datorită succesului dobândit în construcția de locomotive la uzinele Reșița și Malaxa, începând din anul 1930, în România nu s-a mai importat nicio locomotivă.

## Alte fabrici
În paralel cu producția de locomotive, Nicolae Malaxa construiește fabrica de țevi din oțel fără sudură (actuala uzină Republica), aplicând pentru prima dată pe continent procedeul american de laminare „Stiefel”.
Între anii 1937-1938, Malaxa a construit Fabrica de muniții de artilerie și armament în incinta Fabricii de material rulant. Uzinele Malaxa au produs pe baza unui plan general de apărare a țării muniție de artilerie, armament și tanchete proiectate după o concepție românească.
În numai 12 ani (1928-1939), uzinele Malaxa au evoluat dintr-un atelier de reparat material rulant până la dimensiunile unui concern industrial de primă mărime în Europa. Uzina organizată de Malaxa, după planurile proprii, era astfel concepută încât putea să-și schimbe rapid producția industrială de serie, realizându-se astfel capacități pentru producția de echipamente industriale, utilaje pentru industria chimică, petrolieră și altele.
Malaxa a inițiat și implementat în România industriile: de aparataj pentru material rulant (1939-1943); motoare Diesel (1935); transmisii mecanice pentru automotoare, inclusiv sisteme de comandă (1936-1937); tuburi de oțel fără sudură (1937 după procedeul Stiefel); locomotive Diesel pentru CFR (1938); aparatură optică (1938).
În anul 1937 la Belgrad și apoi în anul 1940 la Milano, Nicolae Malaxa prezenta cele mai noi tipuri de automotoare românești, competitive pe plan european, deși această industrie fusese înființată abia în anul 1934.
Nicolae Malaxa s-a îngrijit și de problemele sociale ale muncitorilor, asigurându-le salarii mai mari decât în alte uzine, asistență socială și medicală, echipamente de lucru și masă la cantină. La construcția uzinelor Malaxa, l-a luat drept colaborator pe arhitectul Horia Creangă, astfel uzinele construite după indicațiile lui Malaxa reprezintă o contribuție importantă la aplicarea arhitecturii moderne în domeniul construcțiilor industriale. 

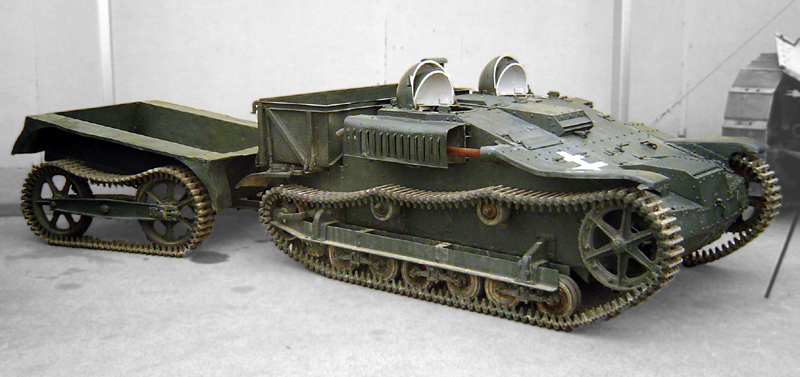
Uzinele Malaxa au fabricat sub licență 126 de șenilete Renault UE. Nicolae Malaxa le-a dat legionarilor două șenilete direct de pe linia de producție în timpul rebeliunii din 1941, fapt care a condus la confiscarea uzinelor de către statul român.

În anul 1945, a fost fabricat la Reșița un automobil românesc cu numele de Malaxa, de către fabricile industriașului român Nicolae Malaxa, al cărui nume îl poartă.
De asemenea, Malaxa a fost acționar și la uzinele Astra Arad, Unio Satu Mare, IOR București (Industria Optică Română), Uzinele și Domeniile de Fier din Reșița (UDR). La sfârșitul anilor ‘30, din concernul Malaxa făceau parte, printre altele, actuala uzină Faur, uzinele Republica, Tohan Zărnești și Magazinele Unite de Fierărie din Galați.
Istoricul Ioan Scurtu susține că Nicolae Malaxa s-a îmbogățit datorită sprijinului masiv acordat de guvern sub formă de credite și comenzi de stat. Guvernul i-a acordat credite de stat, avansându-i capitalul, iar apoi îi cumpăra producția solicitată, asigurând producătorului profituri substanțiale. Astfel, pentru uzinele Malaxa din București au fost ani în care 98% din producție era livrată către stat, profiturile obținute atingând rate între 300% și 1 000%.
Comenzile de stat se datorau bunelor relații menținute de Malaxa cu Casa Regală (în special cu regele Carol al II-lea), iar o parte din profituri se întorceau la rege sub formă de donații și acțiuni.
Constantin Argetoianu a afirmat (conform aceluiași istoric citat) că Nicolae Malaxa „și-a constituit un fond de rulment al corupției”. Argetoianu îl citează pe Nicolae Malaxa care în momentul în care i-a înmânat regelui Carol al II-lea o servietă cu 100 milioane de lei, ar fi declarat: „Majestate, industria grea vă este profund recunoscătoare pentru tot ce ați făcut și vă rugăm să primiți această sută de milioane de lei ca o modestă contribuție pentru operele de asistență ale Palatului”.

## Relații politice
Nicolae Malaxa a subvenționat timp de mai mulți ani Societatea Scriitorilor Români și publicarea unor opere originale și a sprijinit direct editarea monumentalei lucrări „Enciclopedia României”. De asemenea, a ajutat numeroși tineri talentați, deveniți ulterior oameni de știință recunoscuți pe plan internațional, cărora le-a dat burse de studii sau pe care i-a recomandat unor savanți și oameni de cultură din Europa.
Nicolae Malaxa și-a exprimat crezul politic cu prilejul semnării la 16 noiembrie 1938 a actului de constituire al sediului AGIR: "Marile biruinți române, în războaie și înfăptuiri obștești, își aflau simbol și legământ cu generațiile urmașe, în ziduri ce stau mărturie veacurilor. Pe linia acestei tradiții străbune, încercăm și noi astăzi – fără de trufie – să ridicăm această casă, la temelia căreia punem credința în izbânda și mai departe a puterilor vii ale țării noastre, de a-și alcătui și dezvolta o industrie proprie, care să fie și să rămână a neamului românesc".
Malaxa a fost simpatizant al mișcării legionare și finanțator al aproape tuturor partidelor politice, inclusiv al Gărzii de Fier și al Partidului Comunist Român. Malaxa s-a bucurat de prietenia filosofului Nae Ionescu, reușind prin intermediul acestuia să-și facă relații în mediul legionar și să se apropie de cercurile politice germane.
Cu prilejul unei vizite în Germania nazistă, filosoful român Nae Ionescu a primit mandat de la Malaxa să negocieze un import de minereu de fier, tranzacție încheiată în condiții avantajoase pentru industriașul român. Pentru această intermediere, Malaxa i-a achitat filozofului Nae Ionescu integral casa de la Băneasa, unde acesta din urmă a murit la 15 martie 1940.
În timpul celui de-al doilea război mondial, în mai 1941, Malaxa a fost acuzat de colaborare cu legionarii și în consecință uzinele i-au fost naționalizate sub numele de Rogifer S.A..
Ca urmare a raidurilor de bombardament efectuate de aviația anglo-americană înainte de 23 august 1944 în zona Capitalei, conducerea uzinei Rogifer S.A. a luat decizia de a muta în spatele frontului o parte din atelierele Fabricii de muniții de artilerie și armament, mai precis în împrejurimile Haltei CFR Sibiel (punct de oprire a trenurilor personale, la 24 km vest de Sibiu, în Mărginimea Sibiului), lângă pădurea Bărcul Roșu. În momentul arestării lui Ion Antonescu din 23 august 1944, construcția halelor de producție fusese aproape terminată, producția urmând să înceapă. Astăzi, de acest episod din istoria României mai amintesc niște postamenți din beton aflați la liziera de sud a pădurii Bărcul Roșu.
După 23 august 1944, Nicolae Malaxa a câștigat ulterior și favorurile guvernului Petru Groza, după intrarea României sub controlul acestuia, simpatia comuniștilor față de el provenind din faptul că fusese persecutat de regimul antonescian. Mulțumită acestui sprijin, industriașul a fost în măsură să transfere sute de milioane de dolari în bănci americane.
La naționalizarea industriei intrată în vigoare la 11 iunie 1948, i-a fost etatizat și restul proprietăților. Uzinele Malaxa au fost redenumite „Uzinele 23 August” (după decembrie 1989 devenind societatea Faur SA). Comuniștii le-au transformat într-un simbol al luptei muncitorilor împotriva "exploatatorilor".

## Emigrant în Statele Unite ale Americii
După naționalizarea uzinelor lui Malaxa, guvernul comunist l-a menținut în calitate de consultant specialist. În 1948, a făcut parte dintr-o delegație comercială la Viena și nu s-a mai întors în România, emigrând apoi în Statele Unite și stabilindu-se în orașul New York. Malaxa a fost condamnat la moarte în contumacie (lipsă) de regimul comunist pentru crime de război, întrucât producția de armament din timpul războiului a fost considerată în folosul agresiunii împotriva URSS. Malaxa a mai fost acuzat de cooperare cu legionarii.
Malaxa a cerut drept de rezidență permanentă în Statele Unite ale Americii. În anul 1948, senatorul republican Richard Nixon (viitor președinte al S.U.A.) a încercat să introducă în Congres o lege care să-i permită industriașului să obțină dreptul de ședere pe teritoriul american, dar Congresul s-a opus. La scurt timp, obține totuși cetățenia americană și începe noi afaceri, dar fără a mai avea succesul de dinainte de război, în lipsa comenzilor de la stat. În anul 1951, Malaxa a înființat compania Western Tube (în orașul natal al lui Nixon), care însă nu a produs niciodată nimic.
După aflarea trecutului său politic (fiind acuzat că a colaborat cu Garda de Fier), autoritățile americane au încercat să-l expulzeze, însă fără succes. Nicolae Malaxa a decedat în anul 1965, în New Jersey (S.U.A.).
Malaxa a fost caracterizat de un fost colaborator astfel: "A fost omul și inginerul care a avut cutezanța, priceperea și simțirea patriotică să demonstreze lumii vocația industrială a românilor pe care străinii îi considerau sau îi vedeau a fi numai plugari și păstori".

## Retrocedarea averii lui Malaxa
Fiica lui Nicolae Malaxa, Irina Malaxa, s-a căsătorit în anul 1946 cu savantul George Emil Palade, singurul român care a primit Premiul Nobel pentru Fiziologie și Medicină (1974). Cei doi tineri au plecat în același an în Statele Unite ale Americii, unde George Emil Palade urma să-și continue studiile. Cei doi au rămas pe pământ american, având doi copii, o fată, Georgia, și un băiat, Philip.
După căderea regimului comunist, nepoții lui Nicolae Malaxa, Georgia Palade Van Dusen, Philip Palade și Loreen Ellen Malaxa (soția unui nepot decedat) -toți trei locuind în SUA- au solicitat statului român titluri de peste 310 milioane de dolari la Fondul de despăgubiri Proprietatea, în schimbul tuturor proprietăților confiscate. Autoritatea Națională pentru Restituirea Proprietăților (ANRP) le-a înmânat în septembrie 2006 titluri de despăgubire moștenitorilor industriașului Nicolae Malaxa, care vor fi ulterior transformate în acțiuni la Fondul Proprietatea, în valoare cumulată de 1.080 miliarde de lei (360 milioane dolari).
Despăgubirile pentru moștenitorii lui Nicolae Malaxa au fost acordate astfel: 622,5 milioane lei pentru Uzinele Faur (fostă uzină Malaxa SAR), 384,7 milioane lei pentru Uzina Republica (fostă Uzina de Tuburi și Oțelării) și 73,3 milioane lei pentru Combinatul Siderurgic Reșița (fostele Uzine și Domenii de Fier din Reșița - UDR).
În prezent, este în curs de soluționare și cererea de restituire pentru Uzinele Tohanul Vechi din Brașov, cu producție de armament și biciclete, suma estimată a fi primită de către urmașii lui Malaxa fiind de aproximativ 10 milioane euro.

## Alte articole
- Malaxa (locomotivă)
- Malaxa (automobil)
- Constantin Argetoianu
- Max Auschnitt
- Ion Gigurtu
- Dumitru Mociorniță
- Jacob Muschong